# Aldo Molinari
Aldo Molinari (* 13. Dezember 1885 in Rom; † 31. Mai 1959 ebenda) war ein italienischer Journalist, Filmregisseur und Theaterleiter.

## Leben
Molinari arbeitete in verschiedenen Berufen, insbesondere aber als Journalist, und schrieb für La Tribuna, Giornale d’Italia und Gazzetta del Popolo. 1913 gründete er mit Elvira Giallanella die Filmproduktionsfirma „Vera Films“, mit der er in den folgenden Jahren einige dem Futurismus nahestehende Werke drehte, ohne dass Molinaro als Teil der Bewegung angesehen wurde; bis 1922 dauerte seine kinematografische Karriere. In den 1920er Jahren wandte er sich dem Theater zu und formierte mit der Ballerina Ileana Leonidoff ein Ballettensemble.
1950 kehrte er für Vendetta di zingara auf den Regiestuhl zurück; der auf den südlichen Markt zielende Film wurde zwei Jahre später als Sangue di nomadi erneut in einige Kinos gebracht.

## Filmografie (Auswahl)
- 1913: Mondo baldoria
- 1922: Il principe di Kaytan
- 1950: Vendetta di zingara